# Корі Меггетті
Корі Антуан Меггетті (англ. Corey Antoine Maggette, нар. 12 листопада 1979, Мелроуз-Парк, Іллінойс, США) — американський професіональний баскетболіст, що грав на позиціях легкого форварда і атакувального захисника за низку команд НБА. По завершенні ігрової кар'єри — аналітик на Fox Sports.

## Ігрова кар'єра
Починав грати в баскетбол у команді Старшої школи Фенвіка (Оук-Парк, Іллінойс), де він вважався Всеамериканським спортсменом. На університетському рівні грав за команду Дюк (1998—1999), де у свій перший і останній сезон набирав 10,6 очка та 3,9 підбирання за гру.
1999 року був обраний у першому раунді драфту НБА під загальним 13-м номером командою «Сіетл Суперсонікс», проте був обміняний до «Орландо Меджик». У своєму дебютному сезоні набирав 8,4 очка та 3,9 підбирання.
28 червня 2000 року разом з Кейоном Дулінгом, Дереком Стронгом та фінансовою компенсацією був обміняний до «Лос-Анджелес Кліпперс» на драфт-пік першого раунду 2006. Протягом кар'єри у «Кліпперс» зарекомендував себе як добротний форвард із результативністю більше 15 очок за матч. 2001 року брав участь у конкурсі слем-данків. 2006 року допоміг команді виграти перший матч у плей-оф за останні 13 років. В результаті, «Кліпперс» пройшли тоді перший раунд, перемігши «Денвер Наггетс», проте поступилися в наступному — «Фінікс Санз».
12 квітня 2007 року провів свій найрезультативніший матч у кар'єрі, набравши 39 очок проти «Лос-Анджелес Лейкерс».
2008 року перейшов до команди «Голден-Стейт Ворріорс», контракт з якою підписав на суму 50 млн доларів. Граючи шостого номера, набирав 19,3 очка та 5,4 підбирань за 121 матч у майці «Ворріорс».
Наступною командою в кар'єрі гравця була «Мілвокі Бакс», куди був обміняний разом з майбутнім драфт-піком на Чарлі Белла та Дена Гадзурича. 28 січня 2011 року провів найкращий матч у сезоні, набравши 29 очок та 11 підбирань проти «Торонто Репторз».
З 2011 по 2012 рік грав у складі «Шарлотт Бобкетс».
Останньою ж командою в кар'єрі гравця стала «Детройт Пістонс», до складу якої він приєднався 2012 року і за яку відіграв один сезон.

## Статистика виступів в НБА

### Регулярний сезон
| Сезон             | Команда                 | GP  | GS  | MPG  | FG%  | 3P%  | FT%  | RPG | APG | SPG | BPG | PPG  |
| ----------------- | ----------------------- | --- | --- | ---- | ---- | ---- | ---- | --- | --- | --- | --- | ---- |
| 1999–00           | «Орландо Меджик»        | 77  | 5   | 17.8 | .478 | .182 | .751 | 3.9 | .8  | .3  | .3  | 8.4  |
| 2000–01           | «Лос-Анджелес Кліпперс» | 69  | 9   | 19.7 | .462 | .304 | .774 | 4.2 | 1.2 | .5  | .1  | 10.0 |
| 2001–02           | «Лос-Анджелес Кліпперс» | 63  | 52  | 25.6 | .443 | .331 | .801 | 3.7 | 1.8 | .7  | .3  | 11.4 |
| 2002–03           | «Лос-Анджелес Кліпперс» | 64  | 57  | 31.3 | .444 | .350 | .802 | 5.0 | 1.9 | .9  | .3  | 16.8 |
| 2003–04           | «Лос-Анджелес Кліпперс» | 73  | 72  | 36.0 | .447 | .329 | .848 | 5.9 | 3.1 | .9  | .2  | 20.7 |
| 2004–05           | «Лос-Анджелес Кліпперс» | 66  | 60  | 36.9 | .431 | .304 | .857 | 6.0 | 3.4 | 1.1 | .1  | 22.2 |
| 2005–06           | «Лос-Анджелес Кліпперс» | 32  | 13  | 29.5 | .445 | .338 | .828 | 5.3 | 2.1 | .6  | .1  | 17.8 |
| 2006–07           | «Лос-Анджелес Кліпперс» | 75  | 31  | 30.5 | .454 | .200 | .820 | 5.9 | 2.8 | .9  | .2  | 16.9 |
| 2007–08           | «Лос-Анджелес Кліпперс» | 70  | 65  | 35.7 | .458 | .384 | .812 | 5.6 | 2.7 | 1.0 | .1  | 22.1 |
| 2008–09           | «Голден-Стейт Ворріорс» | 51  | 19  | 31.1 | .461 | .253 | .824 | 5.5 | 1.8 | .9  | .2  | 18.6 |
| 2009–10           | «Голден-Стейт Ворріорс» | 70  | 49  | 29.7 | .516 | .260 | .835 | 5.3 | 2.5 | .7  | .1  | 19.8 |
| 2010–11           | «Мілвокі Бакс»          | 67  | 18  | 20.9 | .453 | .359 | .834 | 3.6 | 1.3 | .3  | .1  | 12.0 |
| 2011–12           | «Шарлотт Бобкетс»       | 32  | 28  | 27.5 | .373 | .364 | .856 | 3.9 | 1.2 | .7  | .0  | 15.0 |
| 2012–13           | «Детройт Пістонс»       | 18  | 0   | 14.3 | .355 | .238 | .750 | 1.4 | 1.1 | .3  | .1  | 5.3  |
| Усього за кар'єру |                         | 827 | 478 | 28.2 | .453 | .324 | .822 | 4.9 | 2.1 | .7  | .2  | 16.0 |

### Плей-оф
| Сезон             | Команда                 | GP | GS | MPG  | FG%  | 3P%  | FT%  | RPG | APG | SPG | BPG | PPG  |
| ----------------- | ----------------------- | -- | -- | ---- | ---- | ---- | ---- | --- | --- | --- | --- | ---- |
| 2006              | «Лос-Анджелес Кліпперс» | 12 | 2  | 24.3 | .467 | .333 | .910 | 7.3 | 1.4 | .6  | .4  | 15.3 |
| Усього за кар'єру |                         | 12 | 2  | 24.3 | .467 | .333 | .910 | 7.3 | 1.4 | .6  | .4  | 15.3 |

## Кар'єра телеексперта
У жовтні 2014 року став експертом з «Лос-Анджелес Кліпперс» на каналі Fox Sports, а згодом ще експертом зі студентського баскетболу на каналі Fox Sports 1.